# Caroline Luigini
Caroline Luigini, anomenada Câline, (Lió, 2 de novembre de 1873 - Villiers-sous-Grez, 5 de juliol de 1968) va ser una arpista i professora d'arpa francesa d'origen italià, descendent d'una família de músics de Mòdena; son pare va ser el compositor i director d'orquestra Alexandre Luigini.
Es va formar al Conservatori de Lió, i en el concurs anual organitzat per aquest centre ja obtingué el 1892 el primer premi per unanimitat del jurat en la modalitat d'arpa. Un dels seus mestres va ser després Camille Saint-Saëns. Essent auxiliar d'Alphonse Hasselmans, professor d'arpa en el Conservatori de París, tingué entre els seus alumnes a Germaine Tailleferre, de qui es va fer amiga i que va escriure per a ella Le petit livre de harpe de Madame Tardieu (1913-1917), un recull de divuit peces breus per a arpa que ella va utilitzar per als seus concerts i les seues lliçons. Diversos altres compositors, entre els quals Marcel Tournier, van escriure també peces per a arpa expressament per a ella.
Es casà el 2 de juliol de 1902 amb el pintor Victor Tardieu, i va ser mare de l'escriptor Jean Tardieu, que l'evoca tendrament en les seues memòries.